# Myotis petax
Myotis petax  (Hollister, 1912) è un pipistrello della famiglia dei vespertilionidi diffuso nell'Asia orientale e in Giappone.

## Descrizione

### Dimensioni
Pipistrello di piccole dimensioni, con la lunghezza della testa e del corpo tra 44 e 58 mm, la lunghezza dell'avambraccio tra 34 e 39 mm, la lunghezza della coda tra 27 e 41 mm, la lunghezza del piede tra 9 e 12 mm, circa il 69,1% della tibia e la lunghezza delle orecchie tra 11 e 15 mm.

### Aspetto
La pelliccia è corta, densa e setosa. Le parti dorsali sono marroni scure, mentre le parti ventrali variano dal grigio-brunastro al biancastro. La base dei peli è ovunque marrone scura. Il muso è largo e privo di peli, le narici sono semi-circolari. Le orecchie sono di lunghezza normale ed ovali. Il trago è lungo circa quanto la metà del padiglione auricolare e diritto. Le membrane alari sono attaccate posteriormente sulle caviglie. Il piede è lungo più della metà della tibia. La lunga coda è inclusa completamente nell'ampio uropatagio. Il calcar è lungo e sottile, privo di carenatura. Il cranio presenta un rostro largo e i canini piccoli. Il cariotipo è 2n=44 FNa=52.

### Ecolocazione
Emette ultrasuoni di breve durata a frequenza modulata iniziale di 85 kHz e finale di 35 kHz, con massima energia a 45 kHz.

## Biologia

### Comportamento
Si rifugia nelle grotte e miniere formando spesso grandi colonie. Durante l'inverno entra in uno stato di torpore ed in estate utilizza siti diversi per far nascere i piccoli, come le cavità degli alberi, sotto i ponti o in costruzioni umane elevate. In questo periodo le femmine si aggregano in gruppi tra 15 e 100 individui, mentre i maschi possono vivere separatamente o raramente insieme a loro. L'attività di volo inizia presto la sera e il suo volo è rapido ed erratico.

### Alimentazione
Si nutre di piccoli insetti volanti come ditteri e lepidotteri, catturati principalmente sopra le superfici d'acqua.

### Riproduzione
Si riproduce in inverno, mentre le nascite avvengono in estate. Le femmine danno alla luce uno o talvolta 2 piccoli all'anno, dopo una gestazione di 50-55 giorni ed aver trattenuto lo sperma durante il periodo di ibernazione. Alla nascita pesano 2,3 grammi e vengono svezzati a 2 mesi d'età. L'aspettativa di vita è di più di 20 anni.

## Distribuzione e habitat
Questa specie è diffusa nella Siberia orientale, dalla regione di Omsk fino a Vladivostok, sull'isola di Sachalin, in Mongolia, Kazakistan orientale, nella Penisola coreana, nelle province cinesi settentrionali dell'Heilongjiang, Jilin, Mongolia interna e Xinjiang, Iturup e Kunashir nelle Isole Curili e sull'isola giapponese di Hokkaidō. Probabilmente è presente anche nella Penisola della Kamčatka meridionale.
Vive nelle foreste all'interno di vallate dove scorrono fiumi.

## Tassonomia
Considerata per molti anni una sottospecie del vespertilio di Daubenton è stata recentemente separata da quest'ultima forma e considerata come la sua corrispondente orientale. Questi studi hanno evidenziato anche la sinonimia con Myotis abei, conosciuto soltanto da un individuo giovane catturato sull'isola di Sachalin.

## Conservazione
Questa specie è considerata dalla IUCN un sinonimo di Myotis daubentonii.